# 中国公告牌
《中国公告牌》（英語：Billboard China）是由丰彩维讯传播集团于2016年9月5日创办的中文在线音乐杂志。它是美国《公告牌》的中文版，同时独立报道中文和国际音乐内容。

## 背景
在进入菲律宾和泰国市场之后，《公告牌》于2016年9月与中国媒体公司丰彩维讯传播集团建立另一个合作伙伴关系。该合作伙伴关系将产生跨平台（包括印刷、在线和移动）的多个音乐内容频道。《公告牌》的联合总裁约翰·阿马托表示：“这次进入中国市场是《公告牌》的一个里程碑。”2016年12月29日，《中国公告牌》的网站正式启动。

## 榜单
2016年10月3日，《中国公告牌》将每周华语Top 10榜更名为Top 10 Hero榜，增加了粤语单曲榜。榜单时间为周一至周日。排名以主流电台排行榜为基准亦参考流媒体点播及数字销量，包括单曲在KKBOX、酷狗音乐、QQ音乐、新浪微博亚洲新歌榜、歌曲MV点击率、粉丝打榜成绩和音悦台音悦V榜上的排名。2017年4月21日，《中国公告牌》与尼尔森网联数据服务和新浪微博合作推出微博实时音乐榜。2018年1月7日，微博实时音乐榜发展成为社交音乐榜，同时《中国公告牌》宣布推出中国公告牌音乐单曲榜，相当于中国的公告牌百强单曲榜。
- 中国公告牌Top 10音乐单曲榜
- 中国公告牌社交音乐排行榜
- 中国公告牌音乐单曲榜
- 公告牌二百强专辑榜
- 公告牌百强单曲榜